# Занино (Можайский район)
Занино — бывшая деревня (урочище) в Можайском районе Московской области сельского поселения Борисовское.
В 1859 году деревня принадлежала поручику Павлу Петровичу Абрескову и его жене Анне Алексеевне. В деревне находилось 14 домов, в которых проживало 113 человек. В 1907 году в деревне был 21 двор.. Деревня существовала примерно с 1600 года до 50-х годов XX века.
Урочище расположено на южном берегу пруда на высоте 205 м над уровнем моря. В пруду много рыбы.